# Município de Muskingum (condado de Muskingum, Ohio)
O município de Muskingum (em inglês: Muskingum Township) é um município localizado no condado de Muskingum no estado estadounidense de Ohio. No ano de 2010 tinha uma população de 4.520 habitantes e uma densidade populacional de 57,34 pessoas por km².

## Geografia
O município de Muskingum encontra-se localizado nas coordenadas 40° 02′ 40″ N, 82° 02′ 07″ O. Segundo o Departamento do Censo dos Estados Unidos, o município tem uma superfície total de 78.83 km², da qual 77.86 km² correspondem a terra firme e (1.23%) 0.97 km² é água.

## Demografia
Segundo o censo de 2010, tinha 4.520 habitantes residindo no município de Muskingum. A densidade populacional era de 57,34 hab./km². Dos 4.520 habitantes, o município de Muskingum estava composto pelo 95.62% brancos, o 2.01% eram afroamericanos, o 0.11% eram amerindios, o 0.18% eram asiáticos, o 0.07% eram insulares do Pacífico, o 0.13% eram de outras raças e o 1.88% pertenciam a dois ou mais raças. Do total da população o 0.64% eram hispanos ou latinos de qualquer raça.